# Bassac
Bassac é uma comuna francesa na região administrativa da Nova Aquitânia, no departamento de Charente. Estende-se por uma área de 7,62 km². Em 2010 a comuna tinha 523 habitantes (densidade: 68,6 hab./km²).